# Dessia
Dessia era una comuna francesa situada en el departamento de Jura, de la región de Borgoña-Franco Condado, que el 1 de enero de 2017 pasó a ser una comuna delegada de la comuna nueva de Montlainsia al fusionarse con las comunas de Lains y Montagna-le-Templier.

## Demografía
| Gráfica de evolución demográfica de Dessia entre 1800 y 2014 |
|                                                              |

Los datos demográficos contemplados en este gráfico de la comuna de Dessia, se han cogido de 1800 a 1999 de la página francesa EHESS/Cassini, y los demás datos de la página del INSEE.